# Wilhelm Pereswetoff-Morath
Anders Wilhelm Pereswetoff-Morath, född 20 februari 1791 i Linköping, död 12 april 1862 i Vadstena eller på Klosterorlunda gård, Hovs socken, Östergötland var en svensk jurist, ämbetsman och författare.

## Biografi
Pereswetoff-Morath, som tillhörde en svensk adlig släkt av ryskt ursprung, blev jämte den äldre brodern Fredrik Carl student vid Uppsala universitet 1806. Han tog kansliexamen, därefter hovrättsexamen 1809 och förrättade efter extraordinarie kanslistpositioner vid handels- och finansexpeditionen samt justitieexpeditionen  landssekreterartjänsten i Östergötland i faderns ställe någon tid 1811. Pereswetoff-Morath fick häradshövdings titel 15 november 1814 efter att ha varit auskultant och extraordinarie notarie i Göta hovrätt. Under följande år utförde han diverse förrättningar vid Kommerskollegium och Övre borgrätten, blev kammarjunkare 1817, vice advokatfiskal 1819 och kammarherre 1824. Han var en flitig riksdagsman. Pereswetoff-Morath var verksam vid Öst-Götha-Banks (Östgöta Enskilda Bank) instiftande 1837 och var från dess konstituerande en av bankens direktörer.
Under pseudonymen Cousin Andreas utgav Pereswetoff-Morath 1855 romanen En målning ur lifvet i provinserna för 12 år sedan.

## Gods och familj
Pereswetoff-Morath var son till lagmannen och landssekreteraren Anders Wilhelm Pereswetoff-Morath och grevinnan Anna Maria Reenstierna. Genom arv från föräldrarna ägde han halva Kallerstad säteri i Sankt Lars socken i Östergötland, men sålde tidigt sin andel till den äldre brodern. Sedan 1826 innehade han i stället Klosterorlunda gård, Hovs socken, Östergötland, som tillfallit honom genom giftermål med Inga Mathilda Wallberg (1809–1897). Parets enda barn var kammarherren och kommunal- och industrimannen Carl Wilhelm Pereswetoff-Morath (1828–1895). Makarna ligger begravda under en stor kalkstenshäll vid Hovs kyrka.